# 塔玛拉·博罗什
塔玛拉·博罗什（1977年12月19日—），克罗地亚女子乒乓球运动员。她曾获得3枚欧洲乒乓球锦标赛女子双打金牌。她也曾参加1996年亚特兰大奥运会、2000年悉尼奥运会、2004年雅典奥运会和2008年北京奥运会。